# Kaliningradskaja schelesnaja doroga

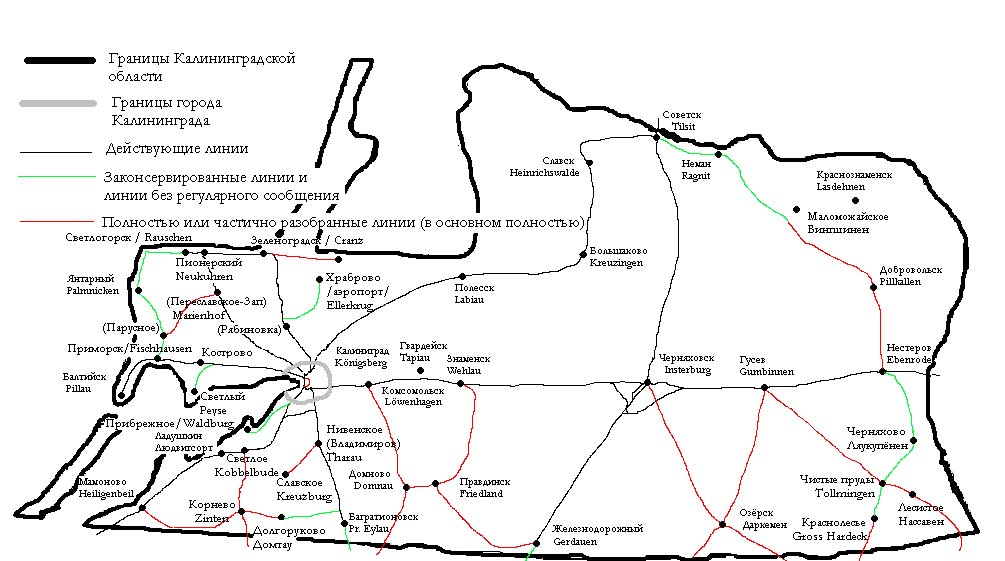
Bahnstreckenplan der Oblast Kaliningrad

Die Kaliningrader Eisenbahn (russisch Калининградская железная дорога / Kaliningradskaja schelesnaja doroga) ist eine eisenbahnbetrieblich selbständige Filiale der Russischen Staatsbahnen (RŽD). Sie betreibt das Bahnnetz in der zu Russland gehörenden Oblast Kaliningrad.

## Geschichte
Vor dem Zweiten Weltkrieg verfügte das damals als nördliches Ostpreußen zum Deutschen Reich gehörende Territorium der heutigen Oblast Kaliningrad über ein Bahnstreckennetz von insgesamt knapp über 1820 km Länge. Nachdem Königsberg 1945 an die Sowjetunion überging und die Oblast Kaliningrad gebildet wurde, wurde die Eisenbahninfrastruktur des Gebietes unter die Verwaltung der Sowjetischen Bahnen gestellt. Nach einer Umstrukturierung der letzteren im Jahre 1953 wurde die Filiale namens Baltische Eisenbahnen gebildet, welche von da an das gesamte Schienennetz der Oblast Kaliningrad sowie der Sowjetrepubliken Litauen, Lettland und Estland betrieb.

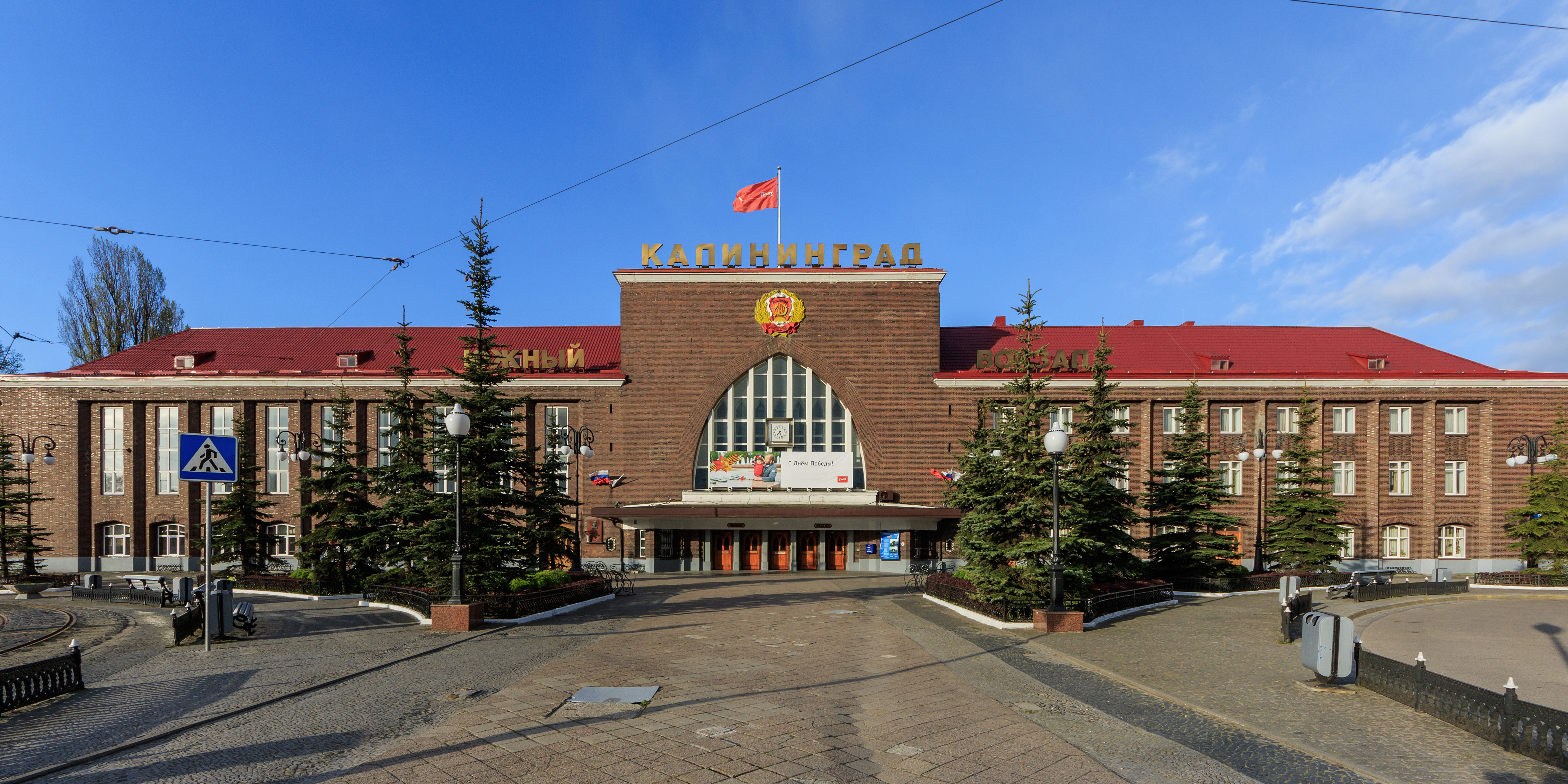
Der Süd- bzw. Personenbahnhof von Kaliningrad, ehemals Königsberg Hbf., gehört zum Netz der Kaliningrader Eisenbahn

Da ein beträchtlicher Teil des ostpreußischen Bahninfrastruktur infolge des Krieges stark beschädigt oder zerstört war, ließ die Sowjetische Eisenbahn rund die Hälfte des Streckennetzes der Oblast Kaliningrad stilllegen und umgehend abbauen, insbesondere eine Vielzahl kleinerer Schmalspurbahnen, die nur lokale Bedeutung hatten. Außerdem wurde Material für den Wiederaufbau kriegsbedingt zerstörter Bahninfrastruktur in der Sowjetunion benötigt. Von den beibehaltenen Normalspur-Strecken, die im Gegensatz zum sowjetischen und russischen Standard eine Spurweite von 1435 statt 1524 mm hatten, wurden die meisten in der Nachkriegszeit auf 1524 mm umgebaut. Einzige Ausnahme bildeten dabei einige nicht abgebaute, ehemalige ostpreußische (Haupt-)Strecken in Richtung Polen; auf deren (in der Regel) zweiten Gleisen wurde die in Europa übliche Normalspur beibehalten, damit bei grenzüberschreitenden Zugfahrten keine Umspurung vorgenommen werden musste. Im Gegenzug führten die russischen Breitspurgleise im Falle Polens bis zum nächsten größeren Bahnhof, so z. B. an der ehemaligen Preußischen Ostbahn von Mamonovo/Heiligenbeil über die Grenze hinaus bis nach Braniewo/Braunsberg bzw. an der ehemaligen Ostpreußischen Südbahn über die Grenze bei Bagrationowsk/Preußisch Eylau hinaus bis Bartoszyce/Bartenstein.
Nach dem Zerfall der Sowjetunion und der Aufteilung der Sowjetischen Bahnen unter den Bahnbetrieben der ehemaligen Sowjetrepubliken wurde im Jahre 1992 die Kaliningrader Eisenbahn aus den vormaligen Baltischen Eisenbahnen ausgegliedert. Seitdem betreibt sie ausschließlich das Bahnstreckennetz der Oblast Kaliningrad.

## Betrieb
Da die Oblast Kaliningrad seit dem Ende der Sowjetunion eine russische Exklave außerhalb des Mutterlandes darstellt, hat das Streckennetz der Kaliningrader Filiale der Russischen Eisenbahn keine Grenzen zu den Netzen anderer RŽD-Filialen. Die benachbarten Eisenbahnbetriebe sind die polnischen Polskie Koleje Państwowe und die litauischen Lietuvos geležinkeliai. Eine Besonderheit der Kaliningrader Bahn ist auch das mit insgesamt 963 km Länge im Vergleich zu anderen Filialen relativ kleine Streckennetz. Im Jahr 2008 beförderte die Kaliningrader Eisenbahn 637.000 Fahrgäste im Fern- und 5,578 Millionen im Nahverkehr. Außerdem wurden im gleichen Jahr 18,542 Millionen Tonnen Fracht transportiert.